# كونراد فون ايرليخهاوزن
كونراد فون ايرليخهاوزن (بالألمانية: Konrad von Erlichshausen )‏ (و. 1390 – 1449 م) هو سياسي ألماني، توفي عن عمر يناهز 59 عاماً.

## مناصب
تولى منصب سيد فرسان تيوتون الأكبر ‏ (1450–1467)
.
| المناصب السياسية       | المناصب السياسية                     | المناصب السياسية            |
| ---------------------- | ------------------------------------ | --------------------------- |
| سبقه Paul von Rusdorf ‏ | سيد فرسان تيوتون الأكبر ‏ 1450 - 1467 | تبعه لودويغ فون ايرليخهاوزن |